# Debaltseve
Debaltseve ou Debaltsevo (em ucraniano:  Деба́льцеве, Debálʼtseve; em russo:  Деба́льцево, Debálʼtsevo) é uma cidade da Ucrânia, situada no Oblast de Donetsk. Tem 24,31 km² de área e sua população em 2020 foi estimada em 24.438 habitantes.